# 인요군

인요군 또는 인요 카운티(Inyo County)는 미국 캘리포니아주에 위치한 군이다. 2010년 기준으로 이 지역의 인구 수는 총 18,546명이다. 2019년 추산으로 이 지역의 총 인구 수는 18,039명이다. 또한 면적은 26,490㎢로 미국 캘리포니아주내의 군 단위 지역에서 샌버너디노군 다음으로 2번째로 넓이가 크다. 인요군의 카운티청 소재지는 인디펜던스, 최대 도시는 비숍이다.

## 인구
| 인구조사                                                      | 인구   | Note  | %±    |
| ------------------------------------------------------------- | ------ | ----- | ----- |
| 1870년                                                        | 1,956  |       | —     |
| 1880년                                                        | 2,928  |       | 49.7% |
| 1890년                                                        | 3,544  |       | 21.0% |
| 1900년                                                        | 4,377  |       | 23.5% |
| 1910년                                                        | 6,974  |       | 59.3% |
| 1920년                                                        | 7,031  |       | 0.8%  |
| 1930년                                                        | 6,555  |       | −6.8% |
| 1940년                                                        | 7,625  |       | 16.3% |
| 1950년                                                        | 11,658 |       | 52.9% |
| 1960년                                                        | 11,684 |       | 0.2%  |
| 1970년                                                        | 15,571 |       | 33.3% |
| 1980년                                                        | 17,895 |       | 14.9% |
| 1990년                                                        | 18,281 |       | 2.2%  |
| 2000년                                                        | 17,945 |       | −1.8% |
| 2010년                                                        | 18,546 |       | 3.3%  |
| 2019 (추산)                                                   | 18,039 | [ 1 ] | −2.7% |
| U.S. Decennial Census 1790–1960 1900–1990 1990–2000 2010–2015 |        |       |       |